# 킬리피현

킬리피현

킬리피현(Kilifi County)은 케냐를 구성하는 47개 현 가운데 하나로 현도는 킬리피이며 면적은 12,245.9km2, 인구는 1,109,735명(2009년 기준)이다. 2013년에 실시된 행정 구역 개편에 따라 해안주에서 분리되어 신설되었다. 북쪽으로는 타나리버현, 서쪽으로는 타이타타베타현, 남쪽으로는 콸레현과 몸바사현, 동쪽으로는 인도양과 접한다.

## 인구
| 연도    | 인구      | ±%     |
| ------- | --------- | ------ |
| 1979    | 430,986   | —      |
| 1989    | 591,903   | +37.3% |
| 1999    | 825,855   | +39.5% |
| 2009    | 1,109,735 | +34.4% |
| 2019    | 1,453,787 | +31.0% |
| source: |           |        |

## 같이 보기
- 몸바사현
- 콸레현
- 타나리버현
- 라무현
- 타이타타베타현